# ریکیت اند بانستد
ریکیت اند بانستد (به انگلیسی: Reigate and Banstead) یک منطقهٔ مسکونی در بریتانیا است که در ساری (انگلستان) واقع شده‌است.

## خواهرخوانده
شهر اشوایلر خواهرخواندهٔ ریکیت اند بانستد هست.